# Nokia N92
El Nokia N92 es uno de los teléfonos celulares de la serie Nseries de Nokia. Es el Primer artículo Nokia dedicado para la televisión móvil.

## Especificaciones
- Fabricante: Nokia
- Conectividad: GSM/GPRS/EDGE (900/1800/1900), WCDMA (2100), Wi-Fi 801.11b/g, Bluetooth 2.0, UPnP (Universal Plug and Play), Infrarrojos and USB 2.0
- Disponibilidad: 2007
- Sistema Operativo: Symbian versión 9.1 Series 60 3.ª Edition (Version 3.0)
- Cámara: 2 Megapíxeles
- Tarjeta de Memoria: miniSD hasta 2GB
- Pantalla: 2.8 pulgadas 240x320 píxeles 16 millones de colores pantalla principal, segunda pantalla externa 65K colores, 128x36 píxeles
- Peso: 191g
- Volumen: 107 x 58 x 25 mm

## Diseño
El teclado numérico es inusual. Esto es para acomodar la pantalla, que se puede abrir en dos diferentes posiciones:
1. Horizontal como el Nokia 9300
2. Abierto, se dobla como el Nokia N93

## Televisión Digital
Con el integrado DVB-H (
Difusión video de Digital para los Microteléfonos) receptor es posible ver televisión en la pantalla de 2.8 pulgadas del teléfono. Las características interesantes del teléfono incluyen la guía de programación y la utilidad para grabar.